# Affaire Typhaine Taton
L’affaire Typhaine Taton est une affaire de maltraitance sur mineure et d'infanticide survenue en France en 2009. 
Le 18 juin 2009, à Aulnoye-Aymeries (Nord), la disparition de Typhaine Taton, âgée de cinq ans, est annoncée par sa mère. Son concubin et elle avouent le meurtre de l'enfant cinq mois plus tard lors de leur garde à vue. Les raisons invoquées sont une correction particulièrement violente « pour avoir uriné au lit et volé des bonbons et avoir eu du mal à dormir ». L'enquête révélera de mauvais traitements déjà infligés précédemment à la victime. Leurs aveux interviennent alors que le couple fait croire pendant plusieurs mois à une disparition. Le corps de l'enfant est retrouvé en Belgique et les premières investigations sont menées par la police locale.
La mère de la fillette, Anne-Sophie Faucheur et son concubin, Nicolas Willot, sont condamnés à 30 ans de prison par la cour d'assises de Douai.
Cette affaire judiciaire suscite à l'époque une forte émotion dans l'opinion publique et les médias en France et en Belgique.

## Biographie et situation familiale de Typhaine
Typhaine Taton, née le 6 avril 2004, est la seconde fille d'Anne-Sophie Faucheur et de François Taton, après Caroline, née en 2003 lorsque sa mère avait 17 ans,. Au procès, la mère déclare que, dès sa naissance, Typhaine « n'était pas désirée », expliquant que pour elle, cela a été « difficile dès la maternité » et indiquant qu'elle rejetait « un peu » sa fille.
En décembre 2005, les parents se séparent et, en 2006, la mère rencontre Nicolas Willot, pompier volontaire qui prend la garde de Caroline, les deux fillettes ayant auparavant été élevées par leur grand-mère paternelle Marie-José Taton,. À cette époque, Typhaine ne connaît pas sa mère et l'appelle « madame ».
Le 22 janvier 2009, alors qu'Anne-Sophie Faucheur vient d'avoir une troisième fille, elle retire Typhaine de l'école maternelle Florian de Faches-Thumesnil (Nord) où elle était scolarisée en classe de grande section,. Désormais, elle[Qui ?] réside à Aulnoye-Aymeries. Après avoir été enlevée[D'où ?] par sa mère, l'enfant est de plus en plus maltraitée. 
Le 11 avril 2009, une de ses tantes paternelles réussit à voir la fillette et la trouve métamorphosée. À l'origine blonde et ayant les cheveux plus longs, Typhaine a désormais les cheveux châtain et courts, selon la description de l'avis de recherche ; ses cheveux ayant été vraisemblablement teints et coupés par sa mère,. Par ailleurs, selon sa tante, Typhaine avait surtout maigri, son visage avait fondu et elle paraissait fatiguée.
La fillette aurait, selon les informations relayées par les médias, été punie d'une douche froide pour avoir uriné au lit et volé des bonbons,. Le fait d'avoir eu du mal à dormir a aussi provoqué la dispute à l'origine de son meurtre. Pendant sa période de maltraitance, elle vivait « à la cave, dans l'escalier, dans le noir », parfois attachée à « la rampe de l'escalier », après avoir été affamée et pour éviter qu'elle ne vole un gâteau,.

## Chronologie des événements

### Annonce de la disparition
Le 18 juin 2009, à Maubeuge, sa mère (Faucheur) annonce la disparition de Typhaine Taton, âgée de cinq ans. Selon elle, la fillette aurait été aperçue pour la dernière fois près de la place de Wattignies. Une information judiciaire est dès lors ouverte pour enlèvement. Le lendemain, sa mère et son beau-père sont placés en garde à vue, mesure levée le soir même.
Huit jours plus tard, sa mère prétend que Typhaine était absente le jour du baptême de sa demi-sœur Apolline, le 13 juin précédent. Le 10 juillet, la police se penche sur l'hypothèse d'une disparition antérieure au 18 juin. Quelques jours plus tard, la mère dit « garder espoir ». En septembre, la mère et le beau-père (Willot) sont reconnus en qualité de parties civiles, de même que la famille paternelle de la fillette.[réf. nécessaire]

### Recherches

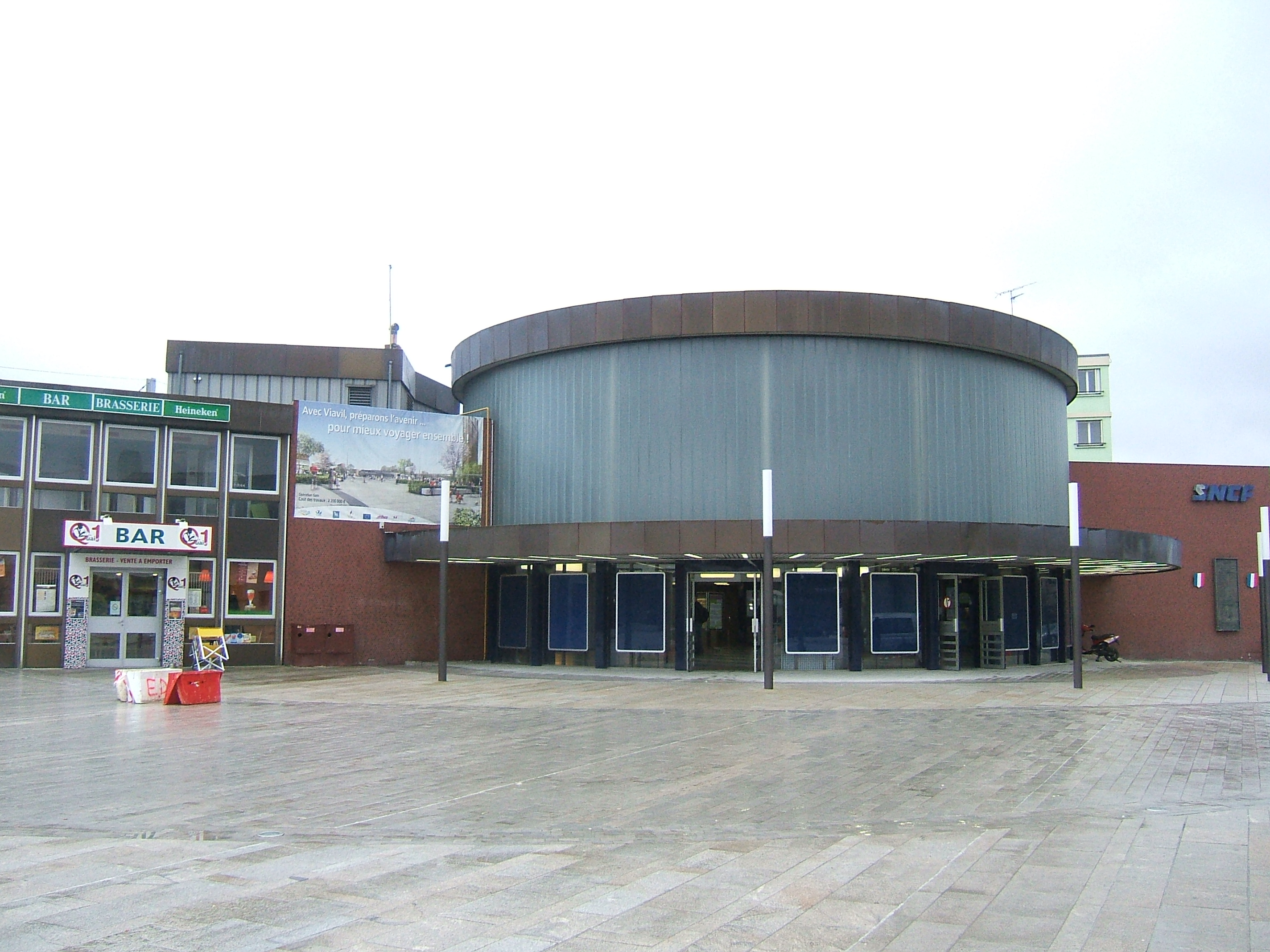
La gare de Maubeuge fit l'objet d'investigations après que la mère de Typhaine eut déclaré son « enlèvement ».

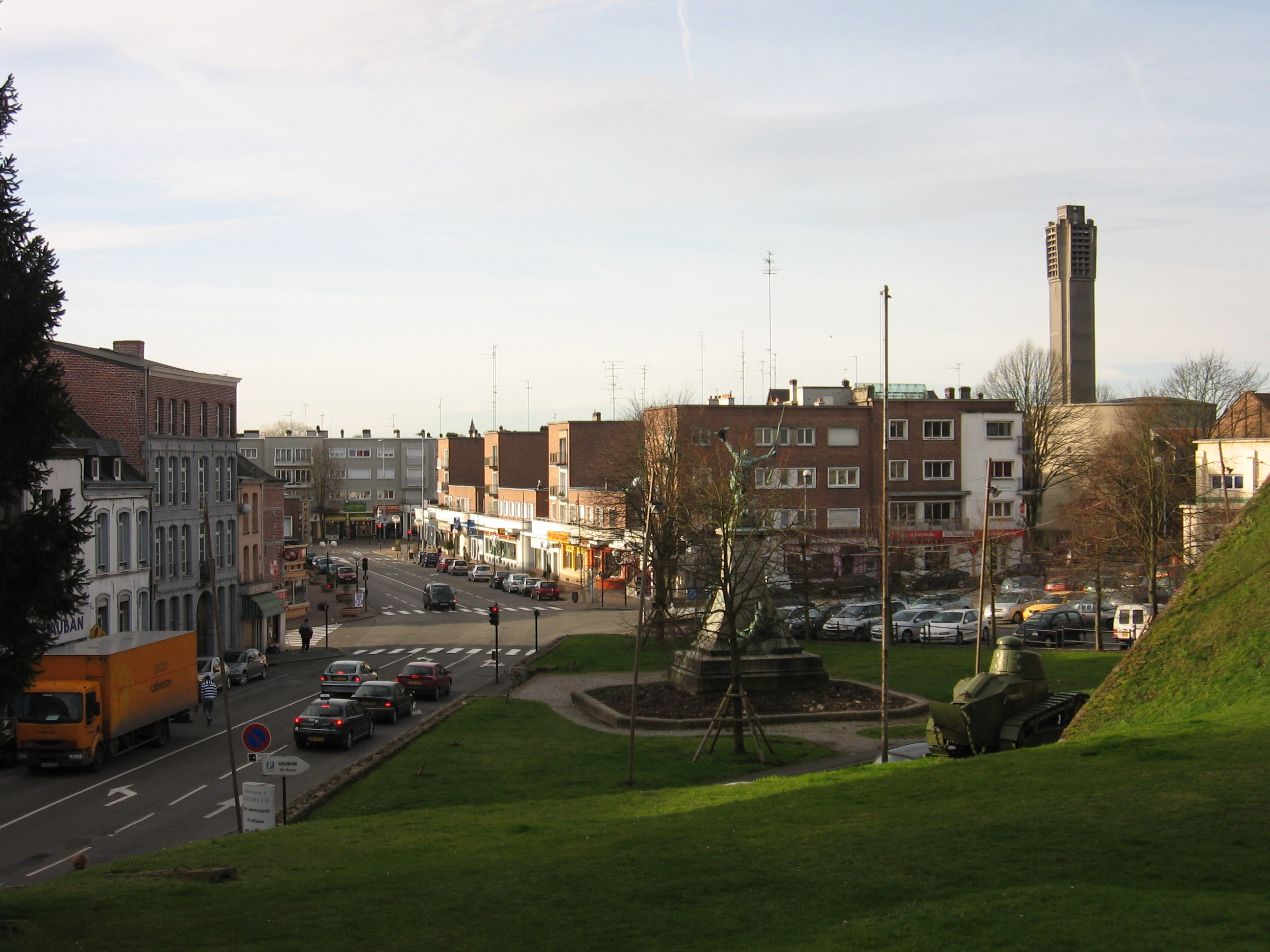
Vue du centre de Maubeuge, lieu prétendu de la disparition.

Le 18 juin, Maubeuge est plongée dans l'ambiance des festivités des Folie de Maubeuge jusqu'à 17 h 30, moment où l'on annonce la disparition dans l'avenue Mabuse d'une fillette de cinq ans. 
Typhaine Taton est décrite comme ayant « les cheveux châtains coupés au carré, (mesurant) 1,10 m et (portant) des baskets rouges et un tee-shirt rose de « Dora l'exploratrice » ».
Dès l'annonce de la disparition, « d'importants moyens de recherches (sont) mobilisés : la Sambre est sondée et, les lieux de la disparition étant proches de la gare de Maubeuge, les trains et les bus fouillés ». Plusieurs heures durant, des recherches sont menées par des policiers nationaux, des policiers municipaux, des sapeurs-pompiers, des agents municipaux et de simples anonymes. Le sondage de la Sambre par des plongeurs de Valenciennes s'avère vain, tandis que des équipes cynophiles explorent tout aussi inutilement le secteur,.
Tandis que le dispositif de recherches se déploie à Maubeuge, les enquêteurs font une perquisition au domicile d'Anne-Sophie Faucheur et de son compagnon à Aulnoye-Aymeries. Le procureur de la République Bernard Beffy n'a pas déclenché le dispositif Alerte-Enlèvement car l'enlèvement n'a pas été établi de façon avérée. Durant la même journée, le différend familial entre la mère et le père de Typhaine se dessine.
La Voix du Nord précise : « Les langues se délient dans les familles, à Mons-en-Barœul comme à Aulnoye-Aymeries. Une information judiciaire est ouverte pour enlèvement, sans que cette piste soit pour autant privilégiée par rapport à l'accident ou à l'affaire familiale. Le dossier est transféré au pôle de l'instruction de Valenciennes. Les recherches se poursuivent dans la Sambre. La famille paternelle placarde des dizaines de portraits de Typhaine dans les rues de Maubeuge ». 
Le Nouvel Observateur ajoute : « Moins d'une semaine plus tard, le 24 juin, la mère de Typhaine et son compagnon allaient jusqu'à organiser une conférence de presse pour faire part de leur inquiétude et relayer l'appel à témoins. « Au jour d'aujourd'hui on ne sait rien, Typhaine nous manque, elle va être retrouvée, c'est sûr », témoignait alors la jeune femme. « On se sent vides, impuissants » poursuivait-elle, regrettant que l'alerte enlèvement n'ait pas été déclenchée » tout en continuant à arguer d'un prétendu « kidnapping ». 

### Aveux de la mère
Le 30 novembre 2009, placée à nouveau en garde à vue, la mère reconnaît sa responsabilité dans la mort de sa fille qu'elle situe début juin 2009. Le lendemain, elle est mise en examen pour violences ayant entraîné la mort sans intention de la donner sur mineure de moins de 15 ans, puis pour meurtre, mesure suivie, le 2 décembre, par la mise en examen du concubin qui reconnaît avoir enterré la fillette en Belgique[réf. nécessaire].
La fillette serait morte à la suite d'une punition qui aurait mal tournée entre le 10 et le 11 juin 2009 et enterrée entre le 15 et le 16 juin 2009, peu de temps avant l'annonce de sa prétendue disparition. « Pris au piège de leur crime, Anne-Sophie et Nicolas ont caché le corps dans la cave pendant deux jours avant de monter une machination macabre. Une fois le corps enterré dans la forêt, le couple a signalé la disparition de l'enfant et a fait croire à un enlèvement en pleine rue. Pendant des mois, ils ont menti à la police et aux médias ».

### Découverte du corps, autopsie et funérailles

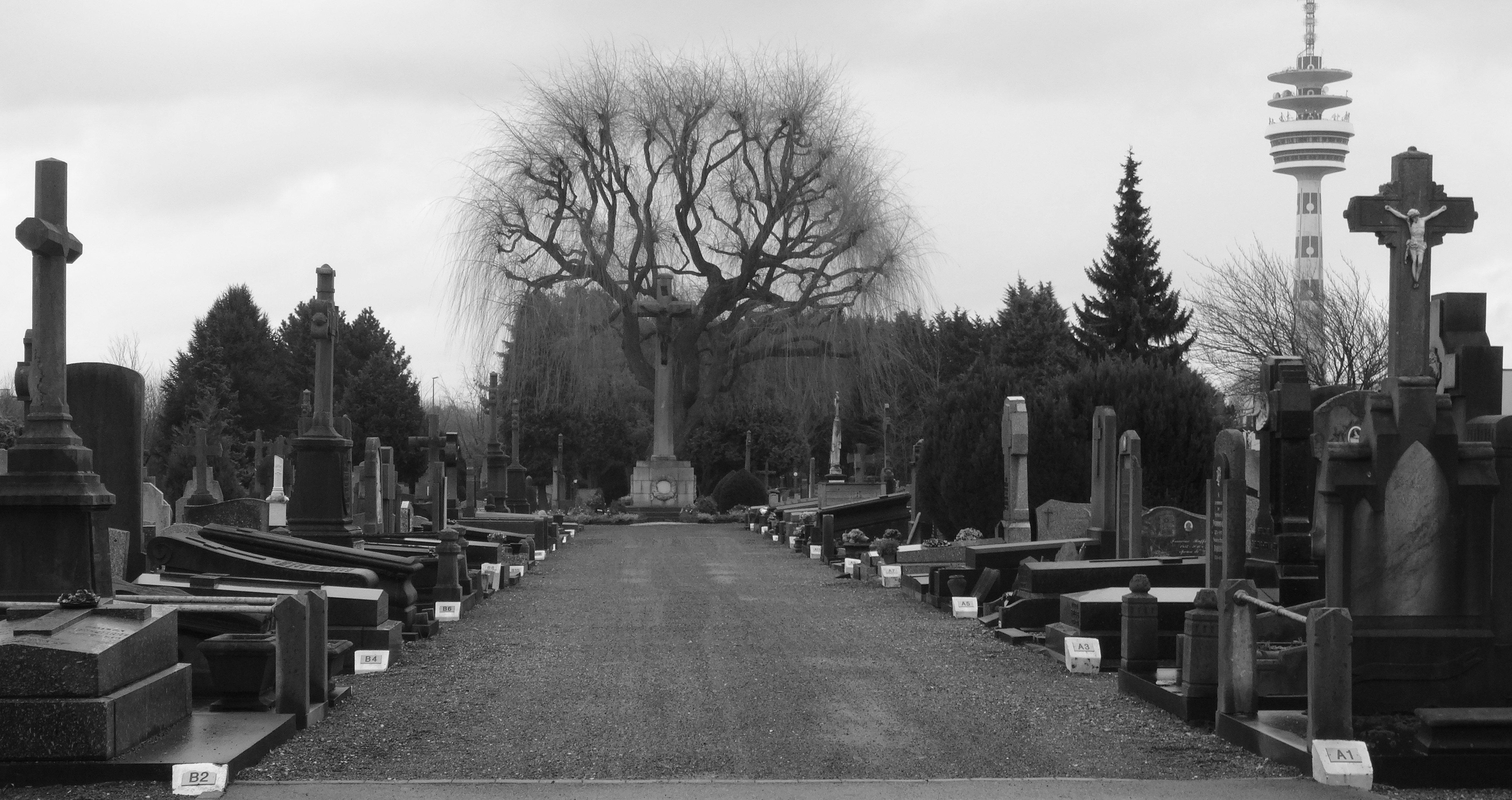
Le cimetière de Mons-en-Barœul où repose Typhaine.

Le 9 décembre 2009, dans le bois de Loverval, en province de Hainaut en Belgique, le corps d'une petite fille nue, enterrée à même la terre, est retrouvé et exhumé,. La section d'identification des victimes de catastrophes de la police belge prend dès lors l'enquête en charge et le corps de Typhaine est autopsié, le 10 décembre, par des médecins belges,.
L'autopsie confirme que l'enfant a été malmenée et battue en constatant neuf impacts traumatiques : « Deux impacts crâniens, une fracture du bassin, de la jambe gauche, du coude gauche ; le pubis était rompu, y compris au niveau des muscles fessiers, l'os crânien fracturé à deux endroits. Le thorax était également touché ; une fracture du péroné était en cours de consolidation au moment de sa mort, ce qui montre que ce n'était pas la première fois que la fillette était battue. L'estomac, intact, était vide »mais « l'état de décomposition avancé » ne permet cependant pas de déterminer « la cause de la mort ».
Typhaine Taton est inhumée le 29 décembre 2009 au cimetière de Mons-en-Barœul en présence de sa famille paternelle.

### Procès

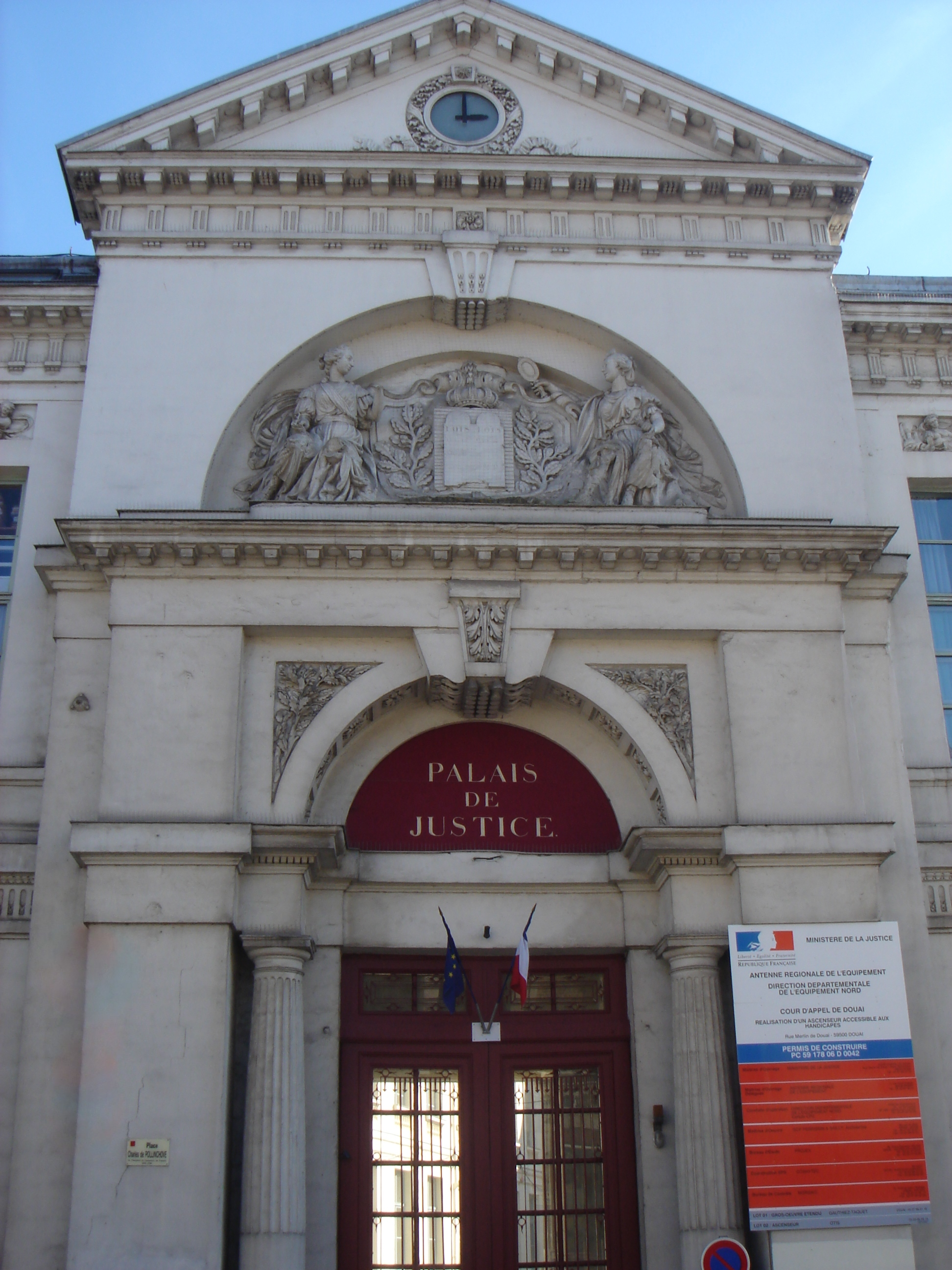
Le palais de justice de Douai.

Le procès a lieu en janvier 2013, plus de trois ans après les faits, devant la cour d'assises de Douai.  
La mère de l'enfant déclare qu'elle voulait « lui faire mal » mais que « Typhaine ne méritait pas ça ». « Des gifles, des fessées, des coups de poing, de ceinture, de pied » ont été donnés à l'enfant qui restait « renfermée et sans réaction ». Anne-Sophie Faucheur se qualifie de « monstre » mais refuse de présenter des excuses, arguant que ses actes sont impardonnables. Elle ajoute aussi que sa fille « réclamait sa mamie, répondait sèchement », qu'elle la « regardait durement » et qu'elle « pensait qu'elle [Typhaine] la provoquait. » La gamine était frappée « quasiment chaque jour » et sa mère avait « l'impression de ne pas être sa mère ». L'enfant a également été rouée de coups de baskets. Les dernières paroles d'agonie de Typhaine auraient été « pardon maman ».
Lors des débats, le beau-père prétend de son côté qu'il a voulu faire le « bonheur » de la fillette.
Les deux accusés, Anne-Sophie Faucheur et Nicolas Willot, sont condamnés à 30 ans de prison dont 20 ans de sûreté.

## Conséquences

### Questions sur les réactions des institutions

#### Médias
Le 29 juin 2009, sur France 3, une fausse information prétend que le corps de Typhaine Taton a été repêché ; il s'agirait d'une information relayée par un faux journaliste. La chaîne porte plainte.

#### Autorités publiques
Typhaine Taton n'était pas scolarisée au moment de sa mort. Jean-Philippe Broyart, avocat de l'association Enfance et Partage, déclare qu'il n'y a pas de faute juridique mais plutôt un vide juridique puisque l'école n'est pas obligatoire avant six ans. Selon lui, après « que sa mère l'avait enlevée, la petite Typhaine, cinq ans, avait été déscolarisée pendant des mois et des mois sans que personne ne s'en inquiète ou presque ». Jean-Christophe Boyer, avocat de l'association l'Enfant bleu, suit le même raisonnement et déclare que « si elle était allée à l'école, on aurait décelé la maltraitance ». Par ailleurs, l'école maternelle n'a attendu que le mois de juin, celui de la mort de la fillette, pour alerter le parquet sur son absentéisme scolaire.

### Retentissement médiatique et hommages de la société civile
Les 18 et 19 décembre 2009, une marche blanche qui mobilise 500 personnes est organisée. Le 22 novembre 2012, un square à son nom est inauguré à Aulnoye-Aymeries.
Le 7 juin 2014, presque cinq ans après la mort de la fillette, un documentaire relatant l'affaire est diffusé sur la chaîne de télévision française NT1. Le 23 juin 2014, un documentaire similaire est diffusé sur NRJ 12.
Hors de France, l'affaire connaît un retentissement national en Belgique où le corps a été retrouvé et autopsié : la Dernière Heure, quotidien belge, lui consacre un article et la Télévision belge francophone quelques reportages,,,.

### Conséquences familiales judiciaires
Typhaine Taton avait une sœur, Caroline, et une demi-sœur, Apolline, toutes deux placées en famille d'accueil depuis la mise en détention préventive de leur mère, Anne-Sophie Faucheur, de leur père ou beau-père, Nicolas Willot. Le tribunal pour enfants d'Avesnes-sur-Helpe doit se prononcer sur le devenir des enfants : accorder la garde de Caroline à son père François Taton entraînera la séparation des deux demi-sœurs ; laisser les demi-sœurs ensemble en famille d'accueil conduit à priver François Taton, père de Caroline, de sa fille.
Une première décision, rendue par le tribunal pour enfants d'Avesnes-sur-Helpe le 15 décembre 2009, laisse les enfants ensemble, en famille d'accueil, et accorde un droit de visite mensuel au père.

## Affaires similaires en France
En août 2009, la fillette Marina Sabatier âgée de huit ans meurt à la suite de sévices infligés par ses deux parents Éric Sabatier et Virginie Darras. Les parents sont condamnés à 30 ans de réclusion criminelle avec une période de sûreté de 20 ans pour actes de torture et barbarie ayant entraîné la mort de leur fille. L'efficacité des services publics chargés de la prévention de la maltraitance a également été mise en cause du fait de leur incapacité à protéger l'enfant.
En mai 2013, la mère de Fiona Chafoulais, une petite fille de cinq ans, informe la police de sa disparition dans un parc de Clermont-Ferrand (Puy-de-Dôme), après avoir échappé à sa surveillance. Les recherches, aussitôt diligentées, ne donnant rien, l'émotion médiatique est intense. Quelques mois plus tard, la mère et son concubin avouent avoir enterré le corps de l'enfant dans un endroit indéterminé. Les circonstances de la mort de l'enfant, due à des maltraitances, ne sont pas encore bien établies à cette date,. En décembre 2020, la Cour d'assises condamne finalement la mère à 20 ans de prison et son compagnon à 18 ans de prison.